# Vitex masoalensis
Vitex masoalensis là một loài thực vật có hoa trong họ Hoa môi. Loài này được G.E.Schatz miêu tả khoa học đầu tiên năm 1990.